# قشلاق نريمان كندي أمير اصلاني (مقاطعة بيله سوار)
قشلاق نريمان كندي أمیر اصلاني (بالفارسية: قشلاق نریمان کندی امیراصلان) هي منطقة سكنية تقع في إيران في أردبيل. يقدر عدد سكانها بـ 43 نسمة .